# Nicolas van Poucke
Nicolas van Poucke (Baarn, 10 oktober 1992) is een Nederlands pianist.

## Opleiding
Nicolas van Poucke stamt uit een muzikaal gezin: zijn moeder speelde altviool, zijn vader trompet en zijn zuster Ella cello. Broer Timothy van Poucke werd danser. Van Poucke begon op zijn zesde met pianolessen. In 2006 werd hij aangenomen bij de Sweelinck Academie van het Conservatorium van Amsterdam waar hij les kreeg van David Kuyken en later van Jan Wijn. Ook werd hij gecoacht door Murray Perahia, Martha Argerich en Alfred Brendel.

## Carrière
Sinds een jonge leeftijd treedt Van Poucke op in binnen- en buitenland. Op 10 februari 2019 gaf Van Poucke in Chopin-recital in de Kleine Zaal van Het Concertgebouw. In oktober 2020 maakte hij zijn Londense debuut in de Royal Festival Hall met het derde pianoconcert van Ludwig van Beethoven met het Chineke! Orchestra o.l.v. Roderick Cox. In december 2020 maakte Van Poucke zijn debuut bij het Nederlands Kamerorkest met Beethovens vierde pianoconcert.

## Discografie
- 2013, eigen beheer - “I believe in Bach, the Father, Beethoven, the Son and Brahms, the Holy Ghost of Music”[5]
- 2018, Gutman Records -  Chopin: Sonatas No. 2 & 3[6]
- 2020, TRPTK - The Schumann Collection Vol. l [7]
- 2022, TRPTK - Mozart: Sonatas for four hands (met Thomas Beijer)